# Vaggelīs Oikonomou
Vaggelīs Oikonomou (in greco Βαγγέλης Οικονόμου?; Corinto, 18 luglio 1987) è un ex calciatore greco, di ruolo difensore.

## Carriera

### Club
Ha giocato nella prima divisione greca ed in quella scozzese.

### Nazionale
Ha giocato nella nazionale greca Under-21.